# Orders to Kill
Orders to Kill (titlu original: Orders to Kill) este un film britanic dramatic de război din 1958 regizat de Anthony Asquith. Rolurile principale au fost interpretate de actorii Eddie Albert, Paul Massie și Lillian Gish. Filmul se bazează pe o poveste a lui Donald Chase Downes, un fost operator american de informații care a acționat și ca un consilier tehnic al filmului.
Irene Worth a primit Premiul BAFTA pentru cea mai bună actriță pentru rolul din acest film. A fost nominalizat la Premiul BAFTA pentru cel mai bun film, dar a pierdut în fața filmului Drumul spre înalta societate.

## Prezentare
În timpul celui de-al doilea război mondial, un pilot american este trimis în Franța pentru a asasina un trădător. Când se întâlnește cu ținta sa, se îndoiește de vinovăția lui, dar până la urmă îl execută. Mai târziu, află că era, de fapt, nevinovat.

## Distribuție
- Eddie Albert - Major MacMahon
- Paul Massie - Gene Summers
- Lillian Gish - Mrs. Summers
- James Robertson Justice - Naval Commander
- Leslie French - Marcel Lafitte
- Irene Worth - Léonie
- John Crawford - Maj. Kimball
- Lionel Jeffries - Interrogator
- Nicholas Phipps - Lecturer Lieutenant
- Sandra Dorne - Blonde with German officer
- Jacques B. Brunius - Cmndt. Morand (as Jacques Brunius)
- Robert Henderson - Col. Snyder
- Miki Iveria - Louise
- Lillie Bea Gifford - Mauricette (as Lillabea Gifford)
- Anne Blake - Mme. Lafitte
- Sam Kydd - Flight Sergeant Flint
- Ann Walford - F.A.N.Y.
- Denyse Alexander - Pat (ca Denyse MacPherson)